# Bluebird of Happiness (album)
Albums de Tamar Braxton
Calling All Lovers
(2015)
Singles
1. My Man
Sortie : 27 Avril 2017
2. Blind
Sortie : 22 Septembre 2017

Bluebird Of Happiness est le cinquième album de la chanteuse américaine Tamar Braxton, sorti le 29 septembre 2017,. L'opus est un succès, en s'érigeant à la 1re place du Billboard Independent, tout en se classant à la 5e position du Us Top Albums Sales.
L'album génère deux singles : My Man, qui se classe au 3e rang du Adult R&B National Airplay et Blind, qui atteint la 29e place du Adult R&B National Airplay.

## Historique
À la suite du succès de son opus Calling All Lovers, Tamar Braxton, change de label et publie son 5e album sous son propre label Logan Land Records via  Entertainment One.

## Composition
Les principaux thèmes de album sont : la romance, le féminisme, la persévérance, l'espoir et la relation entre les hommes et les femmes.

## Singles
Le 27 avril 2017, elle publie My Man, 1er extrait de l'album. La chanson est le premier single extrait du futur opus de Tamar Braxton, à paraître. Elle est écrite par Tamar Braxton, Tiyon "TC" Christian, Cory Rooney, Bob Robinson Jr. et composée par Bob Robinson Jr.,. Le single se classe au 3e rang du Adult R&B National Airplay.
Le vidéo clip qui illustre la chanson est dirigé par Tamar Braxton. Il démontre Tamar entrant dans un luxueux hôtel afin de surprendre son homme avec une autre femme.
Le 22 septembre 2017, elle sort un second extrait, Blind, qui est disponible uniquement sur sa chaine video youtube officielle. La chanson atteint la 29e place du Adult R&B National Airplay.
Le 24 novembre 2018, elle publie le vidéoclip Makings Of You.
Le 26 novembre 2018, elle publie le vidéoclip Wanna Love You Boy.

## Performance commerciale
L'opus est un succès, en s'érigeant à la 1re place du Billboard Independent, tout en se classant à la 5e position du Us Top Albums Sales.

## Liste des titres et formats
| Bluebird of Happiness, | Bluebird of Happiness,       | Bluebird of Happiness,                                                                                                | Bluebird of Happiness,        | Bluebird of Happiness, | Bluebird of Happiness, | Bluebird of Happiness, | Bluebird of Happiness, | Bluebird of Happiness, | Bluebird of Happiness, |
| No                     | Titre                        | Auteur | Producteur(s)                 | Durée                  |                        |                        |                        |                        |                        |
| ---------------------- | ---------------------------- | --- | ----------------------------- | ---------------------- | ---------------------- | ---------------------- | ---------------------- | ---------------------- | ---------------------- |
| 1.                     | My Forever                   | - Tamar Braxton - Tiyon "TC" Mack - Jevon Hill - Jovan Dawkins - Stanley Black                                        | The Co-Captains               | 3:31                   |                        |                        |                        |                        |                        |
| 2.                     | Wanna Love You Boy           | - Braxton - Eric Bellinger - Robin Thicke - Pharrell Williams                                                         | Yonni                         | 2:52                   |                        |                        |                        |                        |                        |
| 3.                     | Run Run                      | - Braxton - Makeba Riddick Woods - Troy Taylor - Winston Delano Riley                                                 | - Troy Taylor - Bridgetown    | 2:40                   |                        |                        |                        |                        |                        |
| 4.                     | Hol' Up (featuring Yo Gotti) | - Braxton - Mack - Hi Jackson - Mario Mims - O'Kelly Isley - Ronald Isley - Rudolph Isley                             | - Donald "HAZEL" Sales - Mack | 3:09                   |                        |                        |                        |                        |                        |
| 5.                     | The Makings of You           | - Braxton - Rodney "Darkchild" Jerkins - Jared Thorne - Anesha Birchett - Antea Birchett - Curtis Mayfield            | - Jerkins - ReezyTunez        | 5:02                   |                        |                        |                        |                        |                        |
| 6.                     | Heart in My Hands            | - Braxton - Jerkins - Priscilla Renea                                                                                 | Jerkins                       | 3:15                   |                        |                        |                        |                        |                        |
| 7.                     | Blind                        | - Braxton - Jerkins - Vincent Berry II - Carmen Reecey - Davy Nathan - Billy Foster - Ellington Jordan                | Jerkins, Nathan               | 5:01                   |                        |                        |                        |                        |                        |
| 8.                     | My Man                       | - Braxton - Cory Rooney                                                                                               | Bob Robinson Jr.              | 4:12                   |                        |                        |                        |                        |                        |
| 9.                     | Pick Me Up                   | - Braxton - Woods - Taylor - Michael Jones                                                                            | - Troy Taylor - $K            | 2:46                   |                        |                        |                        |                        |                        |
| 10.                    | How I Feel                   | Braxton Berry II Mike Jiminez Malcolm Harvest                                                                         | - Damon Thomas - Berry II     | 3:46                   |                        |                        |                        |                        |                        |
| 11.                    | Empty Boxes                  | - Braxton - Berry II - LaShawn Daniels - Joel Augustin - Don Corleone - Joshua Berry - Rob Ingouma - Jean-Guy Laconte | Berry II                      | 3:49                   |                        |                        |                        |                        |                        |
| 40:53                  |                              | |                               |                        |                        |                        |                        |                        |                        |

## Classement
| Classement (2017)                   | Position position |
| ----------------------------------- | ----------------- |
| États-Unis (Billboard 200)          | 14                |
| États-Unis (Digital Albums)         | 7                 |
| États-Unis (Top R&B/Hip-Hop Albums) | 8                 |
| États-Unis (Top Album Sales)        | 5                 |
| États-Unis (Independent Albums)     | 1                 |